# Перелік ударів по житловій забудові під час російського вторгнення (січень 2025)
Удари по житловій забудові України під час російсько-української війни — воєнний злочин, скоєний російськими військовими під час повномасштабного військового вторгнення в Україну.
У переліку подано інформацію про удари по житловій та громадській забудові, а також обстріли відкритої території у яких відомо про цивільні втрати. Подано інформацію про атаки протягом січня 2025 року, яка була опублікована у відкритих джерелах.

## Загальна інформація
Згідно моніторингової місії ООН з прав людини в Україні відомо про 148 загиблих цивільних українців протягом січня 2025 року.

### Руйнування населених пунктів прилеглих до лінії зіткнення
У населених пунктах які знаходяться біля лінії бойового зіткнення, постійно відбуваються обстріли житлової та іншої цивільної забудови (у тому числі медичних установ, навчальних закладів, комерційної забудови). Впродовж січня 2025 року, обстріли відбувалися вздовж прикордонних громад Чернігівщини, Сумщини, та Харківщини, а також громад Запорізької, Дніпропетровської, Херсонської та Миколаївської областей із використанням ракет, безпілотників, мінометів, артилерії, реактивних систем залпового вогню, вогнем бронетехніки та стрілецької зброї.
Вздовж державного кордону:
- У Чернігівській області — Корюківська, Новгород-Сіверська, Семенівська, Сновська громади.
- У Сумській області — Білопільська, Великописарівська, Глухівська, Краснопільська, Миропільська, Новослобідська, Путивльська, Хотінська, Юнаківська громади.
- У Харківській області — Вільхуватська, Вовчанська, Дворічанська, Дергачівська, Золочівська, Липецька громади

Між тимчасово окупованою територією:
- У Харківській області — Борівська, Дворічанська, Ізюмська, Кіндрашівська, Куп'янська, Курилівська, Оскільська, Петропавлівська громади
- У Луганській області — Красноріченська, Лисичанська громади
- У Донецькій області — Званівська, Сіверська громади
- У Запорізькій області —
- У Херсонській області —
- У Миколаївській області —

## Перелік атак
Червоним кольором позначені атаки у яких відомо про загибель людей.
| дата і місце | дата і місце                                | тип зброї           | подробиці атаки, жертви (загиблі/поранені)                                               | подробиці атаки, жертви (загиблі/поранені) |
| ------------ | ------------------------------------------- | ------------------- | ---------------------------------------------------------------------------------------- | ------------------------------------------ |
| 01/01        | Київ                                        | Shahed 136          | від атаки БпЛА зазнав ушкоджень Будинок письменників України                             | —                                          |
| 01/01        | Запорізька обл.                             | артобстріл          | пошкоджено декілька приватних будинків                                                   | —                                          |
| 03/01        | Київська обл., Білоцерківський р-н          | Shahed 136          | уламками БпЛА уражено житловий будинок                                                   | 1/3                                        |
| 03/01        | Чернігів                                    | Іскандер-М          | руйнування кількох житлових будинків                                                     | 1/5                                        |
| 03/01        | Київська обл., Броварський р-н              | Shahed 136          | водій вантажівки попав під уламки БпЛА                                                   | 1/0                                        |
| 03/01        | Київська обл., Фастівський р-н              | Shahed 136          | постраждала цивільна громадянка, влучання не встановлене                                 | 0/1                                        |
| 03/01        | Чернігівська обл.                           | Shahed 136          | пошкоджено приватні підприємства, багатоквартирні будинки, авто                          | —                                          |
| 03/01        | Донецька обл., Краматорськ                  | Shahed 136          | пошкоджень зазнала покрівля та верхні поверхи житлового будинку                          | —                                          |
| 03/01        | Харківська обл., Богодухів                  | артобстріл          | пошкодження ангарне приміщення цивільного підприємства                                   | —                                          |
| 04/01        | Чернігівська обл.                           | Shahed 136          | уламки збитих БпЛА пошкодили приватні будинки                                            | —                                          |
| 04/01        | Сумська обл.                                | Shahed 136          | уламки збитих БпЛА пошкодили приватні будинки                                            | —                                          |
| 05/01        | Харківська обл., Краснокутськ               | Shahed 136          | пошкоджено приватні будинки уламками БпЛА                                                | 0/3                                        |
| 06/01        | Херсон                                      | БпЛА                | російські військові атакували громадський транспорт                                      | 1/9                                        |
| 06/01        | Херсонська обл., Веселе                     | БпЛА                | атаковано житлову забудову населеного пункту                                             | 0/2                                        |
| 06/01        | Київська обл.                               | Shahed 136          | через падіння збитих безпілотників пошкоджено підприємства, установи та приватні будинки | —                                          |
| 06/01        | Черкаська обл.                              | Shahed 136          | через падіння збитих безпілотників пошкоджено підприємства, установи та приватні будинки | —                                          |
| 06/01        | Чернігівська обл.                           | Shahed 136          | через падіння збитих безпілотників пошкоджено підприємства, установи та приватні будинки | —                                          |
| 06/01        | Сумська обл.                                | Shahed 136          | через падіння збитих безпілотників пошкоджено підприємства, установи та приватні будинки | —                                          |
| 06/01        | Полтавська обл.                             | Shahed 136          | через падіння збитих безпілотників пошкоджено підприємства, установи та приватні будинки | —                                          |
| 07/01        | Херсон                                      | БпЛА                | обстріляні вулиці з житлової забудовою                                                   | 1/9                                        |
| 07/01        | Чернігівська обл., Семенівка                | артобстріл          | пошкоджені житлові будинки та цивільне підприємство                                      | 0/3                                        |
| 08/01        | Запоріжжя                                   | авіабомбовий удар   | удар керованою авіабомбою по вулиці з громадським транспортом                            | 13/113                                     |
| 08/01        | Херсонська обл., Берислав                   | БпЛА                | російські військові скинули з дрона вибухівку на цивільних                               | 0/2                                        |
| 09/01        | Черкаська обл.                              | Shahed 136          | через падіння збитих БпЛА пошкоджено приватні будинки                                    | —                                          |
| 09/01        | Сумська обл.                                | Shahed 136          | через падіння збитих БпЛА пошкоджено приватні будинки                                    | —                                          |
| 09/01        | Харківська обл.                             | Shahed 136          | через падіння збитих БпЛА пошкоджено приватні будинки                                    | —                                          |
| 09/01        | Миколаїв                                    | БпЛА                | російські військові завдали удару безпілотником по кладовищу                             | 0/1                                        |
| 10/01        | Київ                                        | Shahed 136          | уламки дрона влучили в багатоповерхівку                                                  | —                                          |
| 12/01        | Полтавська обл.                             | Shahed 136          | пошкоджено декілька житлових будинків                                                    | —                                          |
| 12/01        | Сумська обл.                                | Shahed 136          | пошкоджено декілька житлових будинків                                                    | —                                          |
| 12/01        | Харківська обл.                             | Shahed 136          | пошкоджено декілька житлових будинків                                                    | —                                          |
| 13/01        | Сумська обл., Велика Писарівка              | БпЛА                | ворог безпілотником атакував транспортний засіб із цивільними                            | 1/1                                        |
| 13/01        | Житомирська обл.                            | Shahed 136          | пошкоджені будівлі підприємств, приватні і державні установи, будинки та авто            | —                                          |
| 13/01        | Київська обл.                               | Shahed 136          | пошкоджені будівлі підприємств, приватні і державні установи, будинки та авто            | —                                          |
| 13/01        | Запорізька обл.                             | Shahed 136          | пошкоджені будівлі підприємств, приватні і державні установи, будинки та авто            | —                                          |
| 13/01        | Суми                                        | Shahed 136          | пошкоджене приватне домогосподарство                                                     | —                                          |
| 13/01        | Суми                                        | авіабомбовий удар   | внаслідок атаки пошкоджене триповерхове офісне приміщення                                | —                                          |
| 13/01        | Харківська обл., Чугуїв                     | Shahed 136          | влучання у двір багатоповерхової забудови                                                | 0/1                                        |
| 14/01        | Черкаська обл., Черкаський р-н              | Shahed 136          | уламками пошкоджено вікна кількох підприємств                                            | —                                          |
| 14/01        | Житомирська обл.                            | Shahed 136          | уламки збитих дронів пошкодили АЗС та авто                                               | 0/1                                        |
| 14/01        | Київська обл.                               | Shahed 136          | пошкоджено дах приватного будинку                                                        | —                                          |
| 14/01        | Харківська обл., Мурафа                     | Shahed 136          | пошкоджено житлові та нежитлові споруди                                                  | 0/1                                        |
| 14/01        | Сумська обл.                                | Shahed 136          | відомо про ушкодження від уламків                                                        | —                                          |
| 14/01        | Сумська обл., Сумський р-н                  | авіабомбовий удар   | внаслідок атаки пошкоджено адміністративну будівлю та житлове приміщення                 | —                                          |
| 15/01        | Донецька обл., Краматорськ                  | авіабомбовий удар   | пошкоджено багатоповерхові житлові будинки                                               | 0/8                                        |
| 16/01        | Херсонська обл., Антонівка                  | БпЛА                | дроном атаковано цивільну інфраструктуру                                                 | 1/1                                        |
| 16/01        | Київ                                        | Shahed 136          | пошкоджено фасади і авто уламками дронів                                                 | —                                          |
| 16/01        | Харківська обл.                             | Shahed 136          | пошкоджено приватні будинки                                                              | —                                          |
| 17/01        | Дніпропетровська обл., Кривий Ріг           | ракетний удар       | пошкоджені навчальний заклад та житлові будинки                                          | 4/6                                        |
| 17/01        | Херсонська обл., Антонівка                  | БпЛА                | атаковано зупинку громадського транспорту                                                | 1/0                                        |
| 17/01        | Київська обл.                               | Shahed 136          | сталася пожежа у кафе-магазині та прибудованій котельні                                  | 0/1                                        |
| 17/01        | Черкаська обл.                              | Shahed 136          | пошкоджено цивільну забудову                                                             | —                                          |
| 17/01        | Одеська обл., Ізмаїльський р-н              | Shahed 136          | пошкодження фасадів будівель та житлового будинку                                        | —                                          |
| 18/01        | Київ                                        | ракетний удар       | пошкоджено цивільну інфраструктуру, заклад харчування, авто                              | 3/3                                        |
| 18/01        | Запоріжжя                                   | ракетний удар       | об'єкт критичної інфраструктури, житлові будинки                                         | 1/12                                       |
| 21/01        | Херсон                                      | БпЛА                | атаковано цивільну інфраструктуру                                                        | 1/1                                        |
| 21/01        | Дніпропетровська обл., Синельниківський р-н | ракетний удар       | пошкоджено приватні та багатоквартирні будинки                                           | 0/3                                        |
| 21/01        | Дніпро                                      | ракетний удар       | пошкодження цивільної інфраструктури та двох підприємств                                 | —                                          |
| 21/01        | Черкаська обл.                              | Shahed 136          | пошкоджено житло та магазини                                                             | —                                          |
| 21/01        | Полтавська обл.                             | Shahed 136          | пошкоджені будинки, авто, лінія електропередач                                           | —                                          |
| 21/01        | Харків                                      | Shahed 136          | пошкоджено гаражі, гуртожиток, авто                                                      | —                                          |
| 21/01        | Донецька обл., Покровськ                    | артобстріл          | зруйновано ТЦ «Бульвар» та житловий будинок                                              | —                                          |
| 22/01        | Суми                                        | Shahed 136          | пошкоджено 13 приватних будинків                                                         | 0/3                                        |
| 22/01        | Миколаїв                                    | Shahed 136          | пошкоджений будинок, підприємство і транспорт                                            | 0/2                                        |
| 22/01        | Хмельницька обл.                            | Shahed 136          | атаковано установи, промисловість, нежитлові та житлові будинки                          | —                                          |
| 22/01        | Київська обл.                               | Shahed 136          | атаковано установи, промисловість, нежитлові та житлові будинки                          | —                                          |
| 22/01        | Черкаська обл.                              | Shahed 136          | атаковано установи, промисловість, нежитлові та житлові будинки                          | —                                          |
| 22/01        | Дніпропетровська обл.                       | Shahed 136          | атаковано установи, промисловість, нежитлові та житлові будинки                          | —                                          |
| 22/01        | Херсонська обл., Комишани                   | артобстріл          | відомо про обстріл цивільної інфраструктури                                              | 0/1                                        |
| 23/01        | Запоріжжя                                   | БпЛА, ракетний удар | підприємства, установи, багатоквартирні та приватні будинки                              | 1/24                                       |
| 23/01        | Донецька обл., Костянтинівка                | авіаудар            | удар по приватному сектору                                                               | 1/1                                        |
| 23/01        | Харківська обл.                             | артобстріл          | будинки, будівля школи та лінія електромереж                                             | —                                          |
| 24/01        | Київська обл., Бровари                      | Shahed 136          | загорівся двоповерховий приватний будинок                                                | 2/0                                        |
| 24/01        | Київська обл., Глеваха                      | Shahed 136          | пошкоджено житлову десятиповерхівку                                                      | 1/2                                        |
| 24/01        | Львівська обл., Підбірці                    | Shahed 136          | пошкоджений житловий будинок та авто                                                     | —                                          |
| 25/01        | Київська обл., Вишневе                      | Shahed 136          | пошкоджена житлова багатоповерхівка                                                      | —                                          |
| 25/01        | Хмельницька обл.                            | Shahed 136          | пошкоджено підприємства, установи, будинки                                               | —                                          |
| 25/01        | Харківська обл.                             | Shahed 136          | пошкоджено будинки, господарчі споруди, ЛЕП                                              | —                                          |
| 26/01        | Херсонська обл., Херсонський р-н            | БпЛА                | війська РФ атакували чоловіка, який їхав на велосипеді між селами                        | 1/0                                        |
| 26/01        | Суми                                        | Shahed 136          | влучання у сквер в центрі міста                                                          | —                                          |
| 26/01        | Харків                                      | Shahed 136          | пошкоджено вікна та дахи 12 приватних будинків                                           | —                                          |
| 27/01        | Донецька обл., Покровськ                    | артобстріл          | відомо про обстріл цивільної інфраструктури                                              | 1/0                                        |
| 27/01        | Київська обл.                               | Shahed 136          | атаковано цивільну інфраструктуру                                                        | —                                          |
| 27/01        | Дніпро                                      | Shahed 136          | пошкоджена житлова багатоповерхівка, авто                                                | —                                          |
| 27/01        | Дніпропетровська обл., Нікополь             | артобстріл          | пошкоджено цивільну інфраструктуру                                                       | 0/5                                        |
| 27/01        | Запорізька обл., Степногірськ               | авіабомбовий удар   | російські війська здійснили обстріл житлової девʼятиповерхівки                           | 0/4                                        |
| 27/01        | Донецька обл., Костянтинівка                | артобстріл          | пошкоджено 4 багатоповерхівки, 5 приватних будинків                                      | 0/4                                        |
| 28/01        | Донецька обл., Покровськ                    | БпЛА                | удару дроном по цивільному автомобілю з написом «люди»                                   | 1/2                                        |
| 28/01        | Донецька обл., Костянтинівка                | артобстріл          | обстріл зі ствольної артилерії по житловому кварталу міста                               | 0/2                                        |
| 28/01        | Київська обл., Межигір'я                    | Shahed 136          | пошкоджені будинки та музей ретро-автомобілів                                            | —                                          |
| 28/01        | Чернігів                                    | Shahed 136          | пошкоджено домівки та господарчі споруди                                                 | —                                          |
| 28/01        | Одеса                                       | Shahed 136          | атаковано багатоповерхівки та дачні будинки                                              | 0/4                                        |
| 28/01        | Харків                                      | Shahed 136          | руйнування приватного будинку та авто                                                    | —                                          |
| 28/01        | Харківська обл., Шестакове                  | Shahed 136          | пожежу та знищення приватного будинку                                                    | —                                          |
| 29/01        | Сумська обл., Велика Писарівка              | БпЛА                | атаковано житлову забудову населеного пункту                                             | 1/0                                        |
| 29/01        | Миколаїв                                    | ракетний удар       | підприємство харчової промисловості                                                      | 2/0                                        |
| 29/01        | Харківська обл., Зміїв                      | Shahed 136          | цивільне підприємство та житлові будинки                                                 | 0/2                                        |
| 30/01        | Суми                                        | Shahed 136          | безпілотник влучив у житлову багатоповерхівку                                            | 9/14                                       |
| 30/01        | Чернігівська обл.                           | Shahed 136          | промислові підприємства, приватні та багатоквартирні будинки                             | —                                          |
| 30/01        | Полтавська обл.                             | Shahed 136          | промислові підприємства, приватні та багатоквартирні будинки                             | —                                          |
| 30/01        | Одеська обл.                                | Shahed 136          | промислові підприємства, приватні та багатоквартирні будинки                             | —                                          |
| 31/01        | Миколаївська обл., Баштанський р-н          | Shahed 136          | уламками пошкоджено три приватних будинка                                                | —                                          |
| 31/01        | Одеса                                       | ракетний удар       | влучання в готель у центрі міста                                                         | 0/7                                        |
| 31/01        | Одеська обл., Чорноморськ                   | Shahed 136          | уражено лікарню, житло, адмінбудівлю, склад                                              | 0/4                                        |